# Унтервайсбах
Унтервайсбах (нем. Unterweißbach) — община в Германии, в земле Тюрингия. 
Входит в состав района Заальфельд-Рудольштадт. Подчиняется управлению Миттлерес Шварцаталь.  Население составляет 813 человек (на 31 декабря 2010 года). Занимает площадь 13,14 км².
Коммуна подразделяется на 3 сельских округа.